# 希塔昆达
希塔昆达，又稱希塔昆达市（英語：Sitakunda or Sitakunda Town）是孟加拉国希塔昆达乌帕齐拉的首府。 

## 概述
为了减轻吉大港的人口压力，希塔昆达已经发展成为城市的一个卫星城，与巴蒂亚里一起被选中的工业开发区。市政当局作为城市中心正在迅速发展，特别是在希塔昆达及其周边地区和马哈德布尔穆萨扎，设立主要政府办公室、男子高中和大学。其他的公共服务和设施也一并设立，如电力、饮用水、排水和垃圾处理。
2022年6月4日晚上，孟加拉國吉大港縣希塔昆達的一個貨櫃倉庫發生火災並爆炸，結果造成至少49人死亡，450多人受傷。 